# Stadion Santiago Bernabéu
Stadion Santiago Bernabéu dom je španjolskog velikana Reala iz Madrida.

## Lokacija
Stadion se nalazi na Paseo de la Castellana u okrugu Chamartín. Zauzima blok omeđen ulicama: Paseo de la Castellana, Concha Espina, Padre Damian i Rafael Salgado.

## Povijest stadiona
Dana 22. lipnja 1944. banka Mercantil je odobrila kredit predsjedniku Reala Bernabeuu i Rafaelu Salgadu za kupnju zemljišta u susjedstvu starog stadiona Chamartin, a 5. rujna su za izgradnju izabrani arhitekti Manuel Muñoz Monasterio i Luis Alemany Soler.
Izgradnja je trajala od 27. listopada 1944. do sredine prosinca 1947. Službeno je otvoren 14. prosinca 1947. pod imenom Nuevo Estadio Chamartín, po uzoru na stariji stadion Chamartín koji je bio dobrano uništen nakon završetka Španjolskog građanskog rata. Real je utakmicu otvaranja odigrao s portugalskim Belenensesom i pobijedio rezultatom 3:1, a prvi pogodak postigao je Sabino Barinaga. Stadion je na početku imao kapacitet od 75.145 gledatelja, od čega je 27.645 (7125 natkrivenih) bilo sjedećih mjesta, 47.500 stojećih mjesta.

### Pedesete godine 20. stoljeća
Prva velika obnova stadiona dogodila se 1954., kada je 19. lipnja, kapacitet povećan na 125.000 gledatelja. Madridski stadion je bio najveći stadion od klubova koji su nastupali u Kupu prvaka. Dana 4. siječnja 1955. dogodila se možda najveća odluka u povijesti stadiona. Na sastanku Glavne uprave kluba (Compromisarosa) izglasano je da će novi stadion nositi ime najvećeg predsjednika kluba, Santiaga Bernabeua. U svibnju 1957. stadion dobiva električno osvjetljenje.

### Osamdesete godine 20. stoljeća
Do idućih većih promjena došlo je tek u ranim osamdesetima za potrebe Mundiala 1982. Stadion se morao prilagoditi promjeni vremena, pa su ponovno pozvani arhitekti Luis i Manuel Salinas. Oni su bili sinovi od Luisa, arhitekta koji je i izgradio stadion. Radovi na stadionu su trajali 16 mjeseci, a na njih je utrošeno 704 milijuna peseta, od čega je grad Madrid platio 530 milijuna. Prema novim FIFA-inim pravilima bar dvije trećine sjedala je moralo biti natkriveno. Postavljen je novi krov, kapacitet je smanjen 90.800 gledatelja, obnovljena je fasada, uvedeni su električni semafori, obnovljene press-sobe, svlačionice i ostala podrućja. Stadion je na Mundialu ugostio četiri utakmice, tri u grupi te finalnu utakmicu između Italije i Zapadne Njemačke. Ovakav obnovljeni stadion bio je sretniji Talijanima koji su pobijedili 3:1 i po treći se put okitili naslovom svjetskih prvaka.

### Devedesete godine 20. stoljeća
Sredinom osamdesetih, UEFA je predstavila nove sigurnosne mjere radi sigurnosti i nogometnih huligana. Na stadionu su se opet morale događati promjene, tribine su se morale odvojiti prolazima te su se za sve gledatelje morale postaviti sjedalice.
Radovi na stadionu su započeli 7. veljače 1992., a završeni su točno dvije godine i tri mjeseca kasnije. Ukupni troškovi bili su 5 milijardi peseta. Nadograđeno je ukupno 20.200 mjesta koji su imali nakošenost od 87 stupnjeva, čime se osigurao savršen pogled na teren. Na vrhovima stadiona izgrađene su četiri kule sa stubištima radi bržeg i lakšeg pristupa tribinama. Ovom se nadogradnjom visina stadiona povećala s 22 na 45 metara. To je uzrokovalo probleme tijekom zime jer su se dvije trećine terena nalazile u stalnom hladu, a to je bilo loše za travu. Zbog toga su 20 cm ispod terena uvedene polipropilenske cijevi ukupne dužine 30 km koje su teren grijale toplom vodom, čuvajući travu od smrzavanja. Poboljšana je rasvjeta stadiona koji je sada imao kapacitet od 110.000 gledatelja.

### Treće tisućljeće
Kada je Florentino Pérez postao predsjednikom kluba on je pokrenuo tzv. "master-plan". Cilj toga plana bio je povećati udobnost i kvalitetu stadiona. Pérez je uložio 127 milijuna € u pet godina (2001. – 2006.) Proširena je istočna strana te uređeni prostori, pogotovo VIP zona. Stadionu je dodan novi audio sustav, novi kafići, grijanje tribina, restorani, panoramski liftovi i pokretne stepenice. Nakon svih ovih radni kapacitet stadiona je iznosio oko 80.000 mjesta, da bi se broj 2011. popeo na današnju brojku. UEFA je na 60. godišnjicu otvorenja 14. prosinca 2007. stadionu dodijelila 5 zvjezdica i uvrstila ga na popis elitnih stadiona Europe.

## Ostalo o stadionu
Danas je Santiago Bernabeu jedan od najpoznatijih, najljepših i najprestižnijih stadiona svijeta. Zajedno s Nou Campom, Wembleyem i Anfieldom smatra se Hramom nogometa. Tu je smješteno glavno sjedište Reala i klupski muzej sa svim osvojenim nagradama. On je drugi stadion u Španjolskoj po veličini, odmah iza Nou Campa koji ima kapacitet približno 100.000 gledatelja. Na južnoj strani stadiona smješteni su najvatreniji navijači kluba, Ultras sur. Stadion je ugostio 4 finala Kupa/Lige prvaka. Finale 1957 na kojem je Real odnio svoj drugi naslov prvaka Europe te time postao jedan od dva kluba kojima je to pošlo za rukom na svom stadionu (drugi klub je Inter), a ujedno je to i najposjećenija utakmica uopće u Europi. Finale 1969. u kojoje je Milan pobijedio Ajaxa. Finale 1980. u kojem je Nottingham pobijedio HSV-a te finale 2010. u kojem je Inter pobijedio Bayerna. Stadion je ugostio i gore već spomenuto finale SP 1982 te finale EURA 1964. u kojem je domaći teren bio sretan Španjolcima koji su u finalu pobijedili SSSR rezultatom 2:1 i po prvi se puta okitili nekim većim naslovom. Stadion u madridskom Metrou ima i svoju liniju pod brojem 10 koja vozi odmah do stadiona te autobusne rute 14, 27, 40, 43, 120, 147 i 150.

## Galerija
- Ulaz na stadion
- Vanjsko pročelje
- Rijetke prilike kad je prazan
- Natpis na tribini
- Klupe na stadionu
- Prezentacija Kake
- Panoramski pogled
- Sjeverna tribima
- Za vrijeme LP
- Otvaranje ceremonije finala 2010.
- Koreografija Interovih navijača na finalu 2010.
- Jacuzzi u jdenoj od soba

## Vanjske poveznice
- Santiago Bernabéu Stadium at Google Maps
- Official page of Santiago Bernabéu on Facebook

- Santiago Bernabéu Stadium Facts and Photos  Arhivirana inačica izvorne stranice od 20. srpnja 2008. (Wayback Machine)
- Santiago Bernabéu Stadium
- Santiago Bernabéu Stadium Description and Photos  Arhivirana inačica izvorne stranice od 30. ožujka 2009. (Wayback Machine) (šp.)
- Virtual Stadium Tour
- Real Madrid Football Club Official website
- Real Madrid Football Club Fan site
- 360 Degree Image of the Stadium  Arhivirana inačica izvorne stranice od 9. studenoga 2011. (Wayback Machine)
- Estadios de Espana (engl.)

| Prethodnik:      | Domaćin finala Kupa prvaka 1957. | Nasljednik:    |
| Parc des Princes | Domaćin finala Kupa prvaka 1957. | Heysel Stadium |

| Prethodnik:     | Domaćin finala Kupa prvaka 1969. | Nasljednik: |
| Wembley Stadium | Domaćin finala Kupa prvaka 1969. | San Siro    |

| Prethodnik:            | Domaćin finala Kupa prvaka 1980. | Nasljednik:      |
| Olympiastadion München | Domaćin finala Kupa prvaka 1980. | Parc des Princes |

| Prethodnik:     | Domaćin finala UEFA Lige prvaka 2010. | Nasljednik:     |
| Stadio Olimpico | Domaćin finala UEFA Lige prvaka 2010. | Wembley Stadium |

| Real Madrid C.F.      | Real Madrid C.F. |
| --------------------- | --- |
|                       | |
| Klubovi               | Real Madrid • Real Madrid Castilla • Real Madrid C                                                                            |
|                       | |
| Stadioni i kampovi    | Santiago Bernabéu • Stadion Alfreda di Stéfana • Campo de O'Donnell • Campo de Ciudad Lineal • Chamartín • Ciudad Real Madrid |
|                       | |
| Rivalstvo             | El Clásico • El Madrileño |
|                       | |
| Legendarne generacije | Quinta del Buitre • Yé-yé • Galácticosi                                                                                       |
|                       | |
| Mediji                | Real Madrid TV • Hala Madrid                                                                                                  |
|                       | |
| Povezani članci       | Ultras sur • Kup Santiago Bernabéu • trofeji • predsjednici • statistika • himna • La Fabrica                                 |

| Real Madrid C.F.      | Real Madrid C.F. |
| --------------------- | --- |
|                       | |
| Klubovi               | Real Madrid • Real Madrid Castilla • Real Madrid C                                                                            |
|                       | |
| Stadioni i kampovi    | Santiago Bernabéu • Stadion Alfreda di Stéfana • Campo de O'Donnell • Campo de Ciudad Lineal • Chamartín • Ciudad Real Madrid |
|                       | |
| Rivalstvo             | El Clásico • El Madrileño |
|                       | |
| Legendarne generacije | Quinta del Buitre • Yé-yé • Galácticosi                                                                                       |
|                       | |
| Mediji                | Real Madrid TV • Hala Madrid                                                                                                  |
|                       | |
| Povezani članci       | Ultras sur • Kup Santiago Bernabéu • trofeji • predsjednici • statistika • himna • La Fabrica                                 |